# غاسبار كازال
غاسبار كازال (بالإسبانية: Gaspar Casal)‏ هو طبيب إسباني، ولد في 1680 في جرندة في إسبانيا، وتوفي في 1759 في مدريد في إسبانيا.